# Bohumil Müller
Bohumil Müller (ur. 30 czerwca 1915 w Zbiroh, Czechy, zm. 7 listopada 1987) – nadzorca działalności Świadków Jehowy w Czechosłowacji podczas II wojny światowej i w okresie rządów komunistycznych. Spędził 14 lat w hitlerowskich obozach koncentracyjnych i więzieniach komunistycznych.

## Młodość
Pochodził z religijnej czeskiej rodziny, mieszkającej na zachód od Pragi. Jego ojciec, Tomáš Müller był członkiem Braterskiej Jednoty.
W 1931 roku uczył się zawodu zecera. Jego brat, Karel Müller, przysposabiał się do zawodu introligatora. Szef Karela dał mu bilety na projekcję Fotodramy stworzenia, której obejrzenie było przełomem w życiu całej rodziny. Po pewnym czasie Bohumil przyjął wierzenia Świadków Jehowy; podobnie uczyniło wiele osób z jego rodziny.
Wkrótce jako bardzo zaangażowany wyznawca pomagał nadzorcy zboru, prowadził zebrania i pracował jako wolontariusz w domu Betel w praskim biurze Towarzystwa Strażnica . Następnie powierzono mu jeszcze bardziej odpowiedzialne zadania. Czescy Świadkowie Jehowy korzystali wówczas z dwóch korporacji prawnych w celu ułatwienia działalności religijnej. W 1936 roku, w wieku 21 lat, Müller został wybrany nadzorcą oddziału Mezinárodní sdružení badatelů Bible, československá větev (Stowarzyszenie Międzynarodowych Badaczy Pisma Świętego, Oddział Czechosłowacki) z siedzibą w Pradze, która służyła nadzorowaniu działalności Świadków Jehowy w Czechosłowacji, i zastępcą nadzorcy oddziału Czechosłowackiego Oddziału Towarzystwa Biblijnego i Traktatowego Strażnica w Pradze, który zajmował się sprowadzaniem publikacji i ich dystrybucją oraz organizacją zebrań.
Müller miał podjąć służbę wojskową 1 października 1937 roku. Jak później pisał: „Sumienie podpowiadało mi jednak, że Bóg nie chce, aby Jego słudzy ‛uczyli się wojowania’ (Księga Izajasza 2:4). Ufałem, że Jehowa da mi dość sił i wytrwałości do sprostania nadchodzącym próbom”. W konsekwencji został aresztowany, stając się pierwszą osobą, uwięzioną w Czechosłowacji z powodu odmowy służby wojskowej. Między październikiem 1937 a końcem marca 1939 roku z tego powodu sąd wojskowy cztery razy skazał go – każdorazowo na karę kilku miesięcy pozbawienia wolności.

## Okres hitlerowski
1 kwietnia 1939 Müller został zwolniony z więzienia. Dwa tygodnie wcześniej, 15 marca 1939, hitlerowskie Niemcy zajęły Czechy i Morawy. Müller zgłosił się z powrotem do biura Świadków Jehowy. Tam zajął się przygotowywaniem sprzętu do wywozu. Tłumaczył też czasopisma – „Strażnicę” i „Pociechę”. W trakcie przygotowywania biura do zamknięcia kilkakrotnie był przesłuchiwany przez Gestapo. Wielu współwyznawców otrzymało wówczas paszporty i wyjechało z kraju. On również uzyskał pozwolenie na wyjazd, ale kiedy się do tego przygotowywał, dotarła do niego prośba z biura w szwajcarskim Bernie, by jednak pozostał w Czechach. Miał zapewnić niezbędny nadzór organizacyjny i duchowy, by koordynować działalność podziemną Świadków Jehowy w kraju. Zaakceptował tę prośbę i nadzorował podziemną działalność w czasach okupacji i wojny.
W 1941 roku Müller został ujęty, aresztowany oraz wysłany do hitlerowskiego obozu koncentracyjnego Mauthausen. Wiele lat później pisał o swoim obozowym życiu: „Świadkowie mogli być z niego zwolnieni, gdyby tylko podpisali formularz, wyrzekając się swojej wiary. SS próbowało różnych sposobów, aby zachęcić ich do podpisania, ale niewielu to zrobiło”. Przez 4-letni okres uwięzienia był poddawany torturom, których celem było nakłonienie go, by wyrzekł się swojej religii.

## Okres komunizmu
Müller był jednym z pierwszych Świadków Jehowy, którzy powrócili do domu. Zaczął ponownie nawiązywać kontakty ze współwyznawcami w kraju. W listopadzie 1945 roku został nadzorcą Biura Oddziału Świadków Jehowy w Czechosłowacji, którzy przez kolejne trzy lata doświadczyli względnego spokoju. Po zakończeniu okupacji hitlerowskiej a przed nastaniem rządów komunistycznych, została przyznana im wolność, w trakcie której Müller organizował dalszy rozwój działalności Świadków Jehowy w Czechosłowacji.
Jednak 28 listopada 1948 urzędnicy bezpieczeństwa państwa zajęli biuro, aresztowali Müllera i resztę personelu urzędu oraz skonfiskowali ich budynek. Müller protestował, wyjaśniając, że konfiskatę musi poprzedzać nakaz sądowy. Zdołał wynieść część dokumentów nieznalezionych wcześniej przez służbę bezpieczeństwa. Ale gdy wrócił do Betel, został aresztowany – wraz z innymi osobami pracującymi w Biurze Oddziału. Dopiero 4 kwietnia 1949 roku Ministerstwo Spraw Wewnętrznych wydało decyzję o zakazie działalności Towarzystwa Strażnica i konfiskacie jego mienia. Mimo umorzenia postępowania z braku dowodów przez sąd w lipcu 1949, 22 lipca 1949 Müller został ponownie aresztowany i decyzją Komunistycznej Komisji Politycznej wysłany do obozu pracy na dwa lata. Wysłano go do Kladna, gdzie pracował w kopalni.
Niespodziewanie na początku roku 1950 wszyscy Świadkowie Jehowy zostali zwolnieni z obozów pracy i doświadczyli krótkiej przerwy w prześladowaniach.
4 lutego 1952 Müller i 108 innych Świadków Jehowy zostało aresztowanych. Przez 14 miesięcy przetrzymywano go w izolatce i przesłuchiwano, próbując wymóc przyznanie się do działalności szpiegowskiej. W dniach 27-28 marca 1953 przeprowadzono proces przy drzwiach zamkniętych w sądzie na Pankrácu, w którym Müller został skazany na osiemnaście lat więzienia, konfiskatę mienia i pozbawienie praw obywatelskich; inni otrzymali mniejsze wyroki.
W maju 1960 roku został zwolniony w ramach zakrojonej na szeroką skalę amnestii dla więźniów politycznych. 1 lutego 1976 roku, gdy utworzono pięcioosobowy Komitet Kraju, mający sprawować nadzór nad działalnością Świadków Jehowy w Czechosłowacji, Müller wszedł w jego skład jako koordynator Komitetu. Uczestniczył w nadzorowaniu działalności Świadków Jehowy w Czechosłowacji aż do swojej śmierci w dniu 7 listopada 1987.